# رونالدو ليما دوارتي لوبيز
رونالدو ليما دوارتي لوبيز (بالهولندية: Ronaldo Lima)‏ هو لاعب كرة قدم هولندي في مركز الهجوم، ولد في 8 يونيو 1998 في لاهاي في هولندا. لعب مع دين بوستش.

## وصلات خارجية
- رونالدو ليما دوارتي لوبيز على موقع قاعدة بيانات كرة القدم.إي يو (الإنجليزية)
- رونالدو ليما دوارتي لوبيز على موقع Soccerway.com (الإنجليزية)